# Evan Smotrycz
Evan Michael Smotrycz (Stoneham, Massachusetts, 2 de agosto de 1991) es un exjugador de baloncesto estadounidense. Con 2,06 metros de estatura, jugaba en la posición de ala-pívot.

## Trayectoria deportiva

### Universidad
Jugó durante dos temporadas con los Wolverines de la Universidad de Míchigan, en las que promedió 7,0 puntos y 3,6 rebotes por partido. En 2012 decidió ser transferido a los Maryland de la Universidad de Maryland, donde jugó dos temporadas más, en las que promedió 8,1 puntos y 5,1 rebotes por partido.

### Profesional
Tras no ser elegido en el Draft de la NBA de 2015, firmó su primer contrato profesional en el mes de julio con el Keravnos Strovolou de la Primera División de Chipre. Allí jugó una temporada en la que promedió 15,4 puntos y 7,2 rebotes por partido.
Al año siguiente disputó las Ligas de Verano de la NBA con los Toronto Raptors, disputando dos partidos. El 26 de julio fichó por el Eisbaren Bremerhaven de la Basketball Bundesliga, pero tras once partidos, una lesión lo apartó temporalmente del equipo.